# Eukoenenia bouilloni
Espèce
Eukoenenia bouilloni est une espèce de palpigrades de la famille des Eukoeneniidae.

## Distribution
Cette espèce est endémique d'Occitanie en France. Elle se rencontre dans la grotte de Niaux à Niaux en Ariège.

## Description
Le mâle holotype mesure 1,81 mm.

## Étymologie
Cette espèce est nommée en l'honneur du biospéologue Michel Bouillon.

## Publication originale
- Condé, 1980 : Palpigrades de Papouasie et des Pyrénées. Revue Suisse de Zoologie, vol. 87, no 3, p. 761-769 (texte original).